# David Bach (författare)
David Bach är en amerikansk kolumnist och författare som skrivit flera böcker om privatekonomi. Bland annat har han skrivit böckerna The Automatic Millionaire och Start late, finish rich. Han syns ofta i amerikanska TV-program som The Oprah Winfrey Show och The O'Reilly Factor. Bach har tidigare varit vice ordförande för finansföretaget Morgan Stanley.